# Lengo (Burkina Faso)
Pour les articles homonymes, voir Lengo.
Lengo, parfois orthographié Lengho, est une localité située dans le département de Rambo de la province du Yatenga dans la région Nord au Burkina Faso.

## Géographie
Lengo se trouve à 6 km au nord-est de Rambo, le chef-lieu du département, à 2 km au nord d'Irim et à environ 40 km au sud-est de la ville de Séguénéga. Le village se trouve à 4 km au sud-ouest de la route nationale 15.

## Santé et éducation
Le centre de soins le plus proche de Lengo est le centre de santé et de promotion sociale (CSPS) d'Irim tandis que le centre médical avec antenne chirurgicale (CMA) se trouve à Séguénéga.
Lengo possède une école primaire publique, dont la toiture a été fortement endommagée par des tempêtes hivernales en mai 2018.